# Synchiropus springeri
Synchiropus springeri är en fiskart som beskrevs av Fricke, 1983. Synchiropus springeri ingår i släktet Synchiropus och familjen sjökocksfiskar. Inga underarter finns listade i Catalogue of Life.